# Etoile Island
Etoile Island (weitere Bezeichnungen: Eodle, Eotle, Etōle, Odile, Otori Island) ist ein kleines, langgestrecktes Motu des Likiep-Atolls der pazifischen Inselrepublik Marshallinseln.

## Geographie
Etoile Island liegt im südlichen Saum des Likiep-Atolls zwischen Lukonor und Agony Island am South Pass. Die Insel ist über mehrere Sandbänke und weitere winzige Motu mit Lukonor im Westen verbunden. Nach Osten verbreitert sich die Insel tropfenförmig und zur Lagune hin schließt sich auch das winzige Entrance Island mit dem Entrance historic cemetery an. Die Insel ist unbewohnt.